# Стінка (Золочівський район)
Сті́нка — село в Україні, в Золочівському районі Львівської області. Населення становить 147 осіб. Орган місцевого самоврядування — Золочівська міська рада.

## Історія
Згадується 4 червня 1464 року в книгах галицького суду.
Село, розташоване серед лісів, здавна належало до чернечого чину о. Домініканів. Дерев'яна церква з XVIII сторіччя свідчить про давність села. Метричні записи в церкві почалися в 1781 році. Отці Домінікани мали в 1889 році 479 моргів землі, а село 1062. У 1883 році було в селі 103 будинки, а в них 495 мешканців — 277 греко-католиків, 211 римо-католиків і 5 євреїв. Була в селі не етатова школа. Останнім парохом села був о. Іван Садовський, співзасновник української приватної гімназії в Золочеві.